# Голодний марш
Голодний марш — форма протесту в Британії під час світової економічної кризи 1930-их років. Найбільший із таких маршів, голодний марш 1932 розпочався в Шотландії й зібрав понад 100 тисяч протестантів. Він завершився безпорядками в лондонському Гайд-парку.